# Rosanna Schiaffino
Rosanna Schiaffino, född 25 november 1939 i Genua, död 17 oktober 2009 i Milano, var en italiensk skådespelare. Hon var först gift med filmproducenten Alfredo Bini. Efter skilsmässan år 1977 gifte hon om sig med Giorgio Falck.

## Filmografi (urval)
- 1977 - La Venus negra
- 1975 - La Trastienda
- 1974 - Cagliostro
- 1969 - Simón Bolívar
- 1966 - Drop Dead Darling
- 1963 - Segrarna
- 1963 - Röde Orm och de långa skeppen
- 1962 – Axel Munthe - Der Arzt von San Michele
- 1962 - Två veckor i en annan stad